# Spilosoma mandarina
Spilosoma mandarina là một loài bướm đêm thuộc phân họ Arctiinae, họ Erebidae.